# 中苏石油股份公司办公旧址
中苏石油股份公司办公旧址是1950年9月到1953年1月间中苏石油股份公司总经理部的办公场所。现作独山子区红色工业文化旅游研学基地、新疆黑油山干部教育培训基地现场教学点、中苏石油股份公司纪念馆使用。旧址现为新疆维吾尔自治区文物保护单位、中国工业遗产保护名录“独山子油矿、克拉玛依油田”项目的主要遗存之一、新疆维吾尔自治区不可移动革命文物名录。

## 相关历史

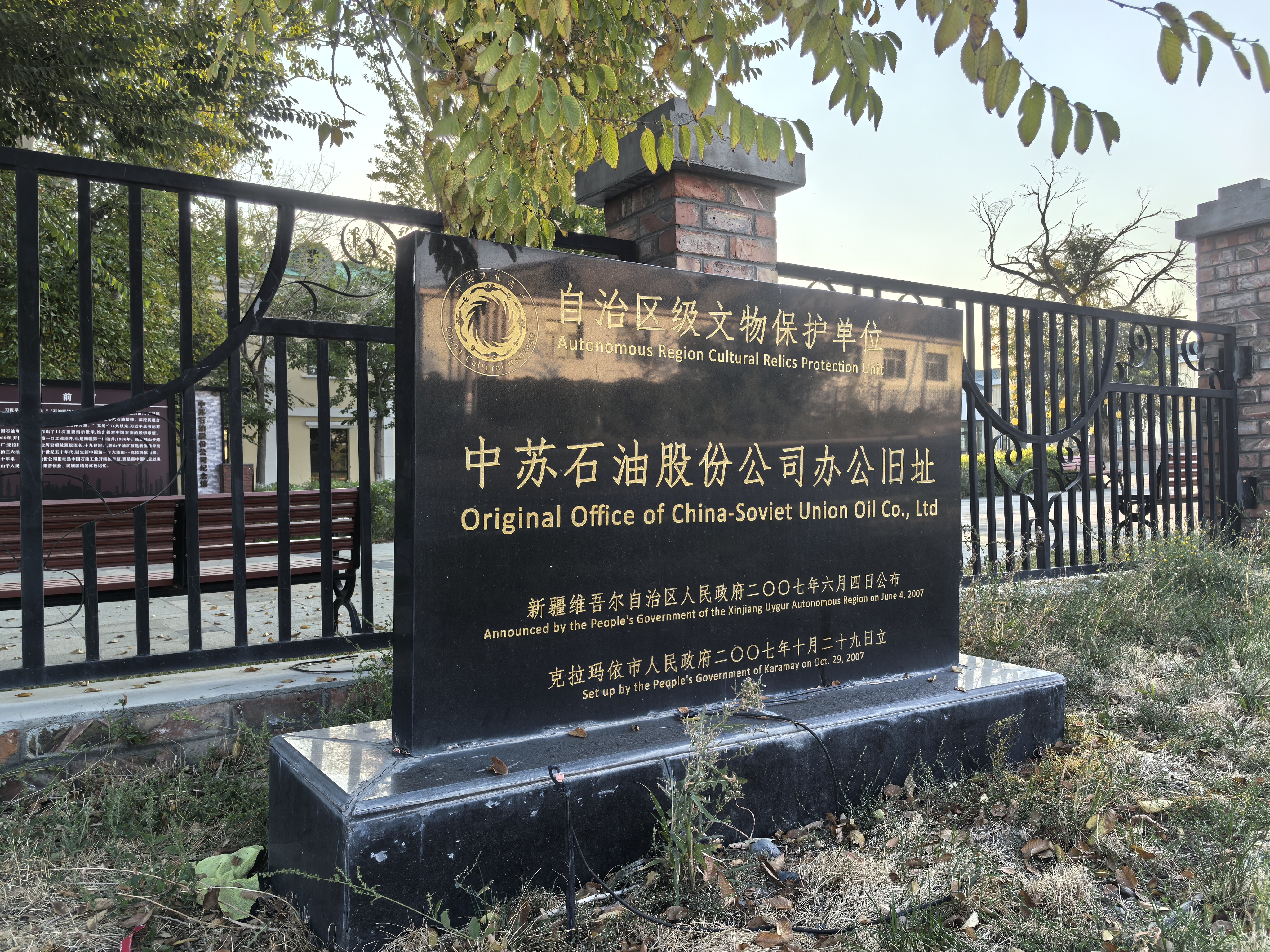
中苏石油股份公司办公旧址是新疆维吾尔自治区文物保护单位

### 建设与使用
中苏石油股份公司成立前夕，独山子油矿仅在小规模开采。中华人民共和国成立后，中华人民共和国与苏联开始商谈合股开采石油矿藏等问题。1950年3月，《中苏关于在新疆创办中苏石油股份公司的协定》签订。9月，中苏石油股份公司在迪化市（今乌鲁木齐市）成立，总经理部设独山子，公司开始投入生产建设。由于中苏石油股份公司总经理部设置在独山子，故在原独山子石油公司厂房的基础上兴建了一栋办公楼，也就是现在中苏石油股份公司办公旧址。到1953年1月中苏石油股份公司迁至迪化市前，该办公楼一直作为公司总经理部驻地使用。
中苏石油股份公司迁出后，该建筑曾由独山子石油化工公路运输有限公司使用、管理、维护。2020年，中苏石油股份公司办公旧址改造为独山子区红色工业文化旅游研学基地，后也作为新疆黑油山干部教育培训基地现场教学点、中苏石油股份公司纪念馆的所在地。

### 保护历程
2007年，新疆维吾尔自治区人民政府将中苏石油股份公司办公旧址列入新疆维吾尔自治区文物保护单位。2018年，中苏石油股份公司办公旧址作为项目“独山子油矿、克拉玛依油田”的主要遗存之一，入选首批中国工业遗产保护名录。2021年，新疆维吾尔自治区文化和旅游厅公布第一批《新疆维吾尔自治区不可移动革命文物名录》，中苏石油股份公司办公旧址以中苏石油股份公司旧址之名位列名录之中。2023年，独山子区住房和建设局公布《独山子城区历史文化街区保护规划》，中苏石油股份公司办公旧址所在街坊的空间结构为其重点保护对象。

## 文物形制
中苏石油股份公司办公旧址位于中华人民共和国新疆维吾尔自治区克拉玛依市独山子区油城路，为坐东朝西的二层苏式建筑。建筑平面呈长方形，长近50米，宽13米有余，高6米有余。建筑虽有改造，但保持原建筑风格。建筑内有33间房屋，铺设木质地板和楼梯，前门存木质门廊。二层东墙原有4个门，后改为窗户。建筑外墙为黄色油漆面，屋顶为铁皮屋顶。